# Follow My Lead
Follow My Lead es una banda irlandesa de metalcore. Actualmente se conforma por el baterista William Woods, el guitarrista líder Niall Friel, Danny Bochkov en Voz y Teclados, Robbie Thorne en Guitarra rítmica y coros, Declan Graham en Bajo y coros.  La banda empezó en 2012 y ese mismo año sacaron su debut sencillo llamado Take To The Streets.
En agosto de 2013 lanzaron su primer EP llamado Sleepless que contiene 6 canciones, todas con el cantante Mattie Foxx. El EP está en iTunes y en la cuenta oficial de Youtube de la banda. Para el 2014 firmaron con Fearless Records y sacaron los sencillos Shadowalker y XIII, pero luego de eso Mattie Foxx dejó la banda y tuvieron un año de hiato. En abril de 2016 estrenaron un nuevo sencillo Jugular con su nuevo cantante Danny Bochkov.

## Historia

### Comienzos
La banda empezó entre 2011-2012 en Derry, Irlanda con  William Woods en la Batería, Niall Friel en la Guitarra y Mattie Foxx en la Voz. Más tarde se suman Robbie Thorne en Guitarra rítmica y coros, Declan Graham en Bajo y coros de Belfast y Dublin. Mientras se alistaban para grabar, Foxx decide hacer un canal en Youtube subiendo covers de bandas del género famosas como Bring Me The Horizon o Motionless In White y de otros géneros como Blink-182 y Sum 41 para promocionar la banda.

### 2012: "Take To The Streets"
Para fines de 2012, el 1 de diciembre, lanzan su primer sencillo debut llamado Take To The Streets en su cuenta oficial de Youtube y también salió en iTunes.
La canción fue totalmente auto-producida y la posproducción y masterización fue hecha por Mattie Foxx. Tuvo muy buenas críticas por fanes que fueron ganando, además que el sencillo fue enviado a algunas discográficas conocidas.

### 2013: "Sleepless"
Luego de hacer promoción con el debut sencillo, para agosto del 2013, lanzan 2 nuevos vídeos musicales, sacados de su debut EP llamado Sleepless, también lanzado en agosto de 2013. El EP constituye de 6 canciones, todas auto-producidas por la banda y masterizadas por Foxx. Los vídeos le ayudaron a promocionar fácilmente el EP, y tras ello ganaron fanes muy rápido.

### 2014: Discográfica e Ida de Foxx
Para principios de 2014, en marzo, tuvieron un lugar con el entrevistador famoso BryanStars el cual hicieron promoción de un nuevo sencillo y vídeo musical llamado Shadowalker que después la banda re-subió a su canal oficial.
Gracias a esto, la banda pudo firmar con Fearless Records y luego sacar un nuevo sencillo llamado XIII y preparar su álbum debut con Fearless. Pero tiempo después de esto, Mattie Foxx deja la banda por diferencias creativas y eso provocó que la banda entrara en un hiato y dejara el proyecto atrás además de cortar el contrato con Fearless. Por esto, la discográfica eliminó el video/sencillo del canal oficial de esta, aunque este fue re-subido por los fanes.

### 2015-2016: Danny Bochkov ySpit, Kick, Revolt.
Para fines de 2015, la banda anunció a su nuevo integrante llamado Danny Bochkov el cual fue rápidamente aceptado por los fanes. 
La banda estuvo un tiempo desaparecida, hasta abril de 2016 cuando sacaron un nuevo video/sencillo llamado Jugular a lo que también revelaron su nuevo contrato discográfico con InVogue Recors y anunciaron su álbum de larga duración que se llama Spit, Kick, Revolt..
El álbum fue lanzado el 17 de junio de 2016. Aunque un día antes ya podía ser escuchando a través de Youtube en la cuenta oficial de InVogue y también a través de Spotify.

## Discografía
- 2012 - Take To The Streets (sencillo)
- 2013 - Sleepless (EP)
- 2016 - Spit, Kick, Revolt. (Álbum)

## Miembros
| - Danny Bochkov - Voz (2015-presente) - Declan Graham - Bajo y Coros (2012-presente) - Niall Friel - Guitarra líder (2012-presente) - William Woods - Batería (2012-presente) - Robbie Thorne - Guitarra rítmica y Coros (2012-presente) | - Mattie Foxx - Voz (2012-2014) |

## Páginas Oficiales
- Facebook: https://www.facebook.com/followmyleadband
- Twitter: https://twitter.com/followmyleadirl
- Youtube: https://www.youtube.com/user/FollowMyLeadOfficial
- Tumblr: https://web.archive.org/web/20150918112411/http://followmyleadband.tumblr.com/